# Eucithara ella
Eucithara ella é uma espécie de gastrópode do gênero Eucithara, pertencente a família Mangeliidae.